# Sinfonia n. 3 (Glazunov)
La Sinfonia n. 3 in re maggiore, Op. 33 di Aleksandr Konstantinovič Glazunov fu composta nel 1890.

## Storia della composizione
I primissimi abbozzi della sinfonia risalgono al 1883, ma la composizione vera e propria è del 1890. Questo lavoro è un esempio degli sforzi di Glazunov di allontanarsi dallo stile nazionalista tipico del Gruppo dei Cinque e risente chiaramente dell'influenza di Čajkovskij, a cui la terza sinfonia è dedicata. La sua prima esecuzione ebbe luogo nel dicembre del 1890 a San Pietroburgo, diretta da Anatolij Ljadov. 